# BB탄 총

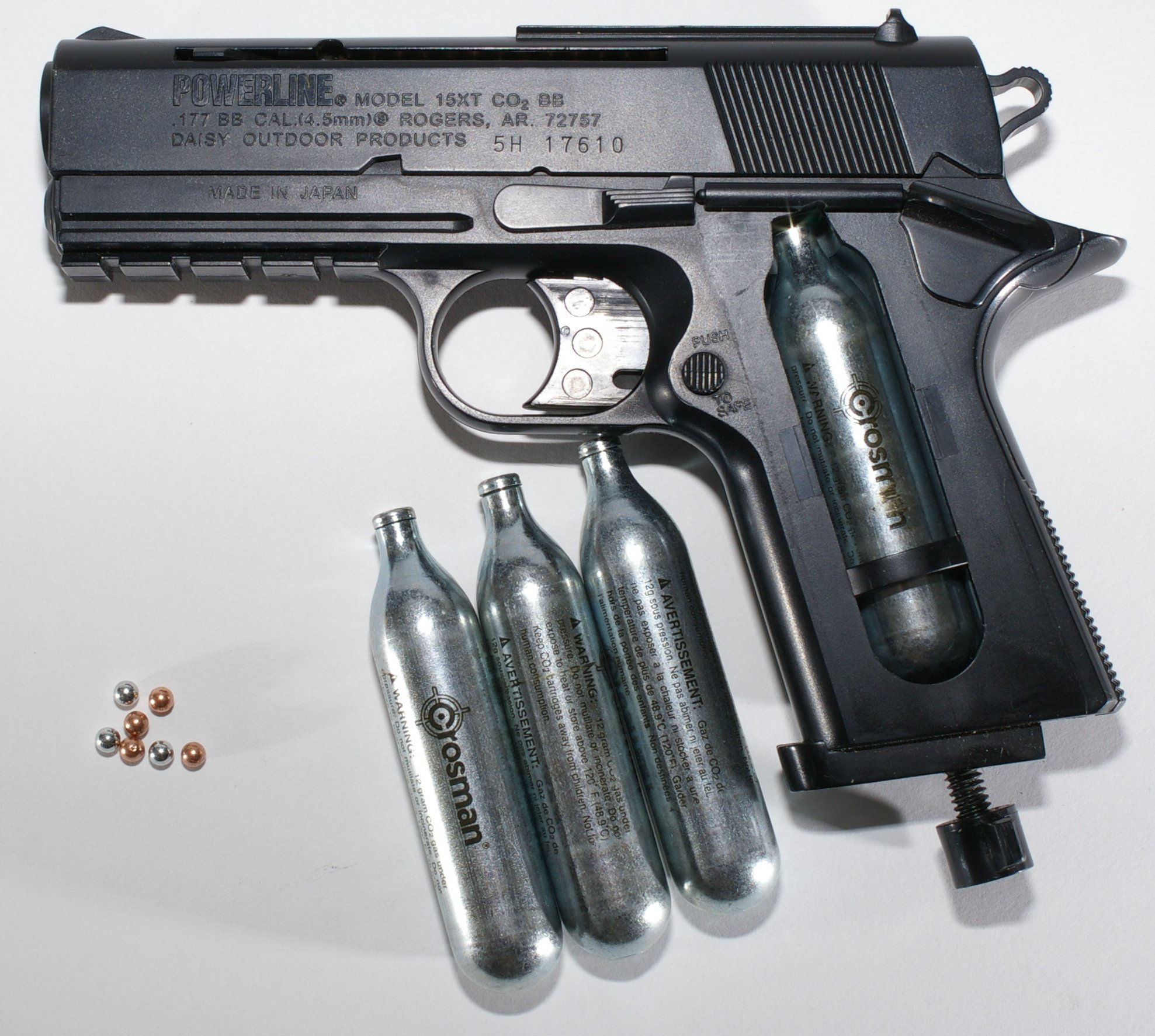
압축 이산화탄소를 이용한 BB탄 권총

BB탄 총(영어: BB gun)은 BB탄이라고 불리는 콩 모양의 플라스틱 탄알을 이용하는 장난감 총이다. BB는 처음 만들어진 플라스틱 탄알의 크기가 산탄총에 쓰이는 산탄 중가운데 BB 사이즈(직경 4.57 mm / 0.18 인치)이기 때문에 붙은 이름이다. 그러나 요즘은 제조사마다 총신의 직경이 다르다. BB탄 총은 압축된 공기의 힘으로 탄알을 발사하는 공기총에 속한다. 실제 총기의 모양을 재현한 에어소프트 건도 BB탄 총의 일종이다.

## 역사
1886년 미국의 총기 회사 마컴 에어 라이플 컴퍼니(Markham Air Rifle Company)가 실제 BB 사이즈의 산탄을 사용하는 공기총을 개발하였다. 이것이 BB탄 총이라는 이름이 생긴 유래이다. 이 총은 장난감이 아니라 소리가 적게 나는 무기로 개발된 것이다. 이후 탄알의 재질은 다양하게 변했다. 어떤 것은 베어링을 사용하기도 했는데, 이 때문에 BB를 Ball Bearing의 약자로 여기는 일도 생기게 되었다. 볼베어링을 쏠 정도의 공기총 역시 사람을 죽거나 다치게 할 수 있어 장난감으로는 부적합하다.

## BB탄 총의 종류
BB탄 총의 종류는 여러가지가 있다. BB탄 총은 실총을 모델로 만드는 경우가 아주 많다. 그래서 총의 종류도 권총, 저격총, 샷건, 기관단총, 소총, 기관총등 많은 종류가 있다.

## 스코프(조준경)
빠른 조준과 사격의 정확도를 위하여 장착하는 악세사리이다. 확대는 되어 보이지만, 확대 조절은 불가능하다. 이는 조준경이 석궁에 쓰일 수 있다는 이유로 조준선과 영점조절기능이 있는 것들은 무기의 부품으로 취급되기 때문이다. (조준선이 있는 스코프도 있다)

## 작동 방식
BB탄 총의 작동방식은 크게 나누어 수동식과 자동식이 있다. 수동식은 한 발을 발사할 때마다 사용자가 피스톤을 밀어 다시 공기를 압축하는 방식으로 비교적 싼 가격의 장난감 총에 많이 쓰인다. 자동식은 다시 이산화탄소나 가스 hfc134a와 같은 기체를 압축하여 사용하는 방식과 모터 펌프를 이용하여 공기를 압축하는 방식으로 나뉜다. 또 건전지의 전기로 모터를 이용해 피스톤을 밀어 자동장전이 되는 방법도 있다.

## 탄종
현재 사용되는 플라스틱 BB탄은 크게 보아 직경이 6 mm인 것과 8 mm인 것이 있으며 같은 크기라 하더라도 무게가 다양하다. 더 무거운 탄알이 발사되어 같은 거리에 닿으려면 더 강한 압력이 필요하고 그 결과 파괴력도 커지게 된다. BB탄의 속도는 FPS(feet-per-second, 매 초당 피트)를 단위로 사용하는 경우가 일반적인데, 애초에 BB 사이즈 자체가 인치 규격이기 때문이다. 무거울수록 적정한 발사 압력이 크고, 따라서 적정한 발사 속도 역시 높아진다.
한편 서바이벌 게임 등에서는 페인트탄을 사용하여 상대가 탄알에 맞았는지를 쉽게 알 수 있도록 한다.

## 규제
얼마나 큰 압력으로 탄환을 발사하는 지에 따라 BB탄의 사거리와 파괴력이 결정된다. 플라스틱 탄환이라고 해도 강한 압력으로 발사되면 위험할 수 있다. 이 때문에 세계 여러 나라는 BB탄 총의 압력과 사용되는 탄알의 종류에 대해 규제하고 있다. 특히 대한민국은 다른 나라들에 비해 엄격히 규제하는 편인데, 탄속을 14세 이상 청소년용 0.14J 이하, 20세 이상 성인용 0.2J 이하로 규제해 성인용이 BB탄을 입으로 부는 속도와 같아 대한민국에서 생산하는 BB탄 총의 탄속은 매우 느린편에 속하며, 칼라파츠 라는 실제 총기와 구별하기 위한 부품을 총구에 부착해야 한다. 간혹 이러한 규제를 어기고 불법으로 개조한 BB탄 총으로 사고를 내는 사람들도 있다. 또한 BB탄 총의 모양 역시 실총과 분명하게 구분되어야 한다.

## 사건
개조된 BB탄 총은 실제 총기와 구분이 쉽지 않다. 2019년 4월 몇 명의 미국인들이 BB탄 총을 들고 마드리드의 스페인 주재 조선민주주의인민공화국 대사관을 습격했다. 조선민주주의인민공화국 측은 이들의 배후에 CIA가 있다고 주장했으며 미국 측은 이를 즉각 부인했다. 이들은 스페인 경찰에 의해 체포되었다.

## 같이 보기
- 에어소프트 건
- 연지탄